# Jehsenmühle
Jehsenmühle ist ein Wohnplatz der Stadt Münchberg im Landkreis Hof (Oberfranken, Bayern). Es liegt in der Gemarkung Markersreuth und zählt zum Gemeindeteil Jehsen.

## Geografie
Die Einöde besteht aus zwei Wohngebäuden und einem Dutzend Nebengebäuden. Sie liegt an einem namenlosen linken Zufluss des Ulrichsbachs. Eine Gemeindeverbindungsstraße führt zur Staatsstraße 2461 bei Schotteneinzel (0,5 km südöstlich) bzw. nach Jehsen (0,7 km nordwestlich).

## Geschichte
Jehsenmühle gehörte zur Realgemeinde Jehsen und unterstand wie dieses in der Hochgerichtsbarkeit dem bayreuthischen Stadtrichteramt Münchberg. Von 1797 bis 1810 unterstand Jehsenmühle dem Justiz- und Kammeramt Münchberg. Infolge des Ersten Gemeindeedikts wurde Jehsenmühle dem 1812 gebildeten Steuerdistrikt Markersreuth und der zugleich entstandenen die Ruralgemeinde Markersreuth zugewiesen. Als separater Ort wurde Jesenmühle nur einem Ortsverzeichnis von 1867 aufgelistet. Im Zuge der Gebietsreform in Bayern wurde Jehsenmühle am 1. Mai 1978 nach Münchberg eingemeindet.